# Joaquim Marin i Carbonell
Joaquim Marin i Carbonell fou un polític català, diputat a les Corts Espanyoles durant la restauració borbònica i fill adoptiu de la vila de Cardona.
Fill de Valentín Marin Hernández i de Ramona Carbonell Català (+1899) nascuda a Villena.
Era nebot polític de Víctor Balaguer i Cirera. Tot i que inicialment milità al Partit Liberal Fusionista, després fou diputat del Partit Conservador pel districte de Berga a les eleccions generals espanyoles de 1881, 1884, 1886, 1893 i 1896. Fou governador civil de la província d'Albacete el 1889-1890 i el març de 1882 va participar en algunes gestions davant el governador civil de Barcelona arran de la dissolució de la reunió d'industrials catalans al teatre Novedades (Barcelona). El 1892 va gestionar davant el Ministeri de Foment algunes obres a l'actual carrer Miracle de Cardona, raó per la qual el 29 de desembre de 1894 fou nomenat fill adoptiu de la vila.